# Kardborrband
| Närbild på ett kardborrbands krokar och öglor. |  | Närbild på ett kardborrbands krokar och öglor. |
| Närbild på ett kardborrbands krokar och öglor. |  |                                                |

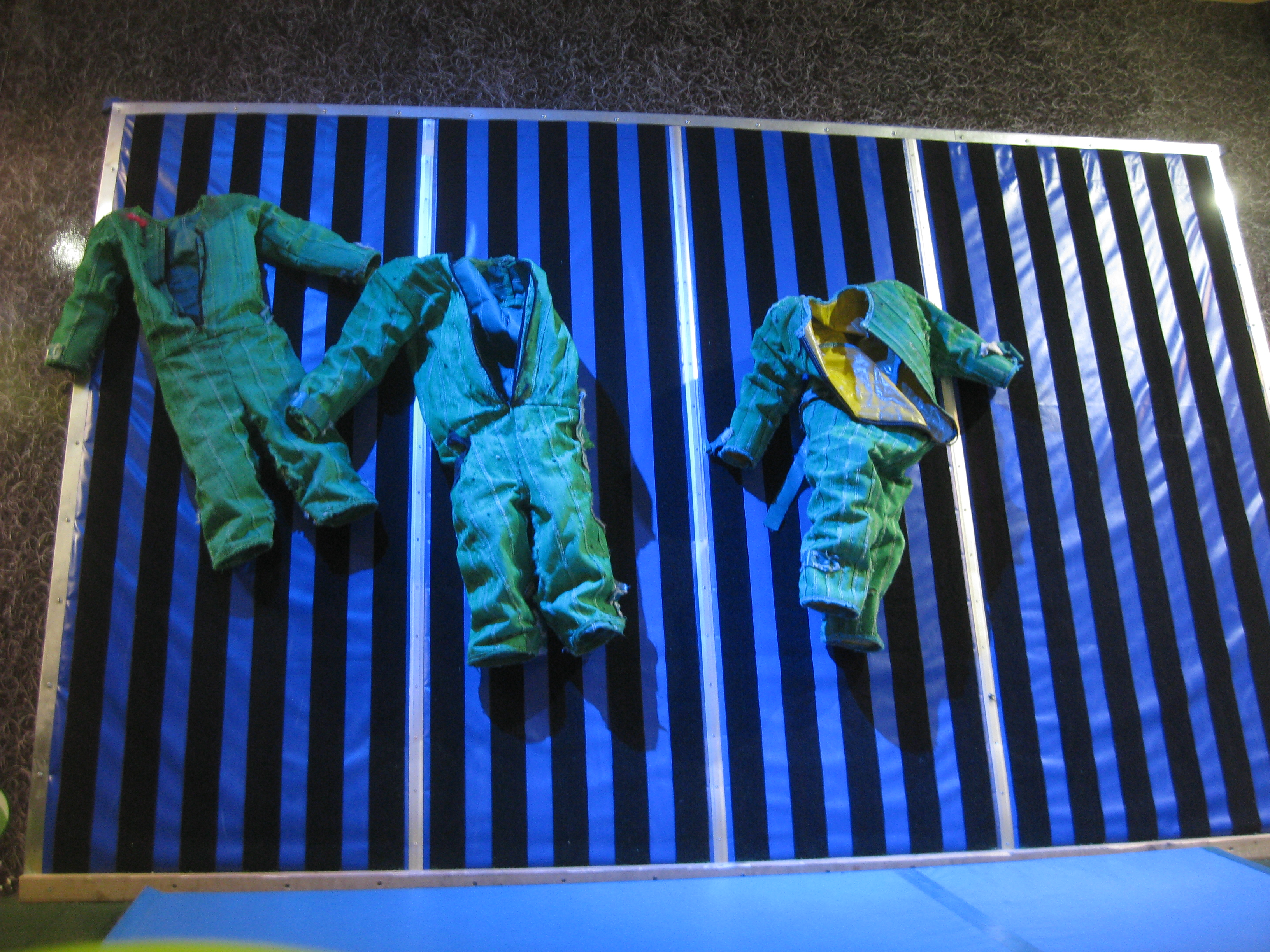
Overaller med kardborrband på Universeum i Göteborg.

Kardborrband eller kardborreband (eller det i Sverige mindre kända varumärkesordet velcro) är ett textilmaterial som används för att skapa ett förband mellan två ytor. Kardborrband används främst till kläder och skor. Ena sidan av förbandet består vanligtvis av en mängd små krokar av nylon som sitter fast på ett band av syntetmaterial. Den andra sidan av förbandet består av ett stort antal öglor som är fästa i ett band. I de kardborrband man finner på kläder är krokarna ca 1,5 mm långa och gjorda med nylonfiber ca 0,3 mm i diameter. De är fästa i ett regelbundet nät med ca 2 mm avstånd mellan krokarna. Vanligen är öglorna gjorda av polyester och med betydligt tunnare diameter än krokarna. Förbandet fungerar genom att många krokar kommer fastna i öglor då förbandets delar läggs mot varandra. 
Den schweiziske ingenjören Georges de Mestral uppfann kardborrbandet 1941, inspirerad av egenskaperna hos växterna i kardborresläktet. Benämningen (och varumärket) velcro är sammansatt av de första bokstäverna i de franska orden velours (här velour med dess öglor) och crochet (krok).